# Ель-Борхе
Ель-Борхе (ісп. El Borge) — муніципалітет в Іспанії, у складі автономної спільноти Андалусія, у провінції Малага. Населення — 1015 осіб (2010).
Муніципалітет розташований на відстані близько 400 км на південь від Мадрида, 19 км на північний схід від Малаги.
На території муніципалітету розташовані такі населені пункти: (дані про населення за 2010 рік)
- Ель-Борхе: 1012 осіб
- Санто-Пітар: 3 особи

## Демографія
Динаміка населення (INE ):

## Галерея зображень

Розташування муніципалітету у провінції Малага
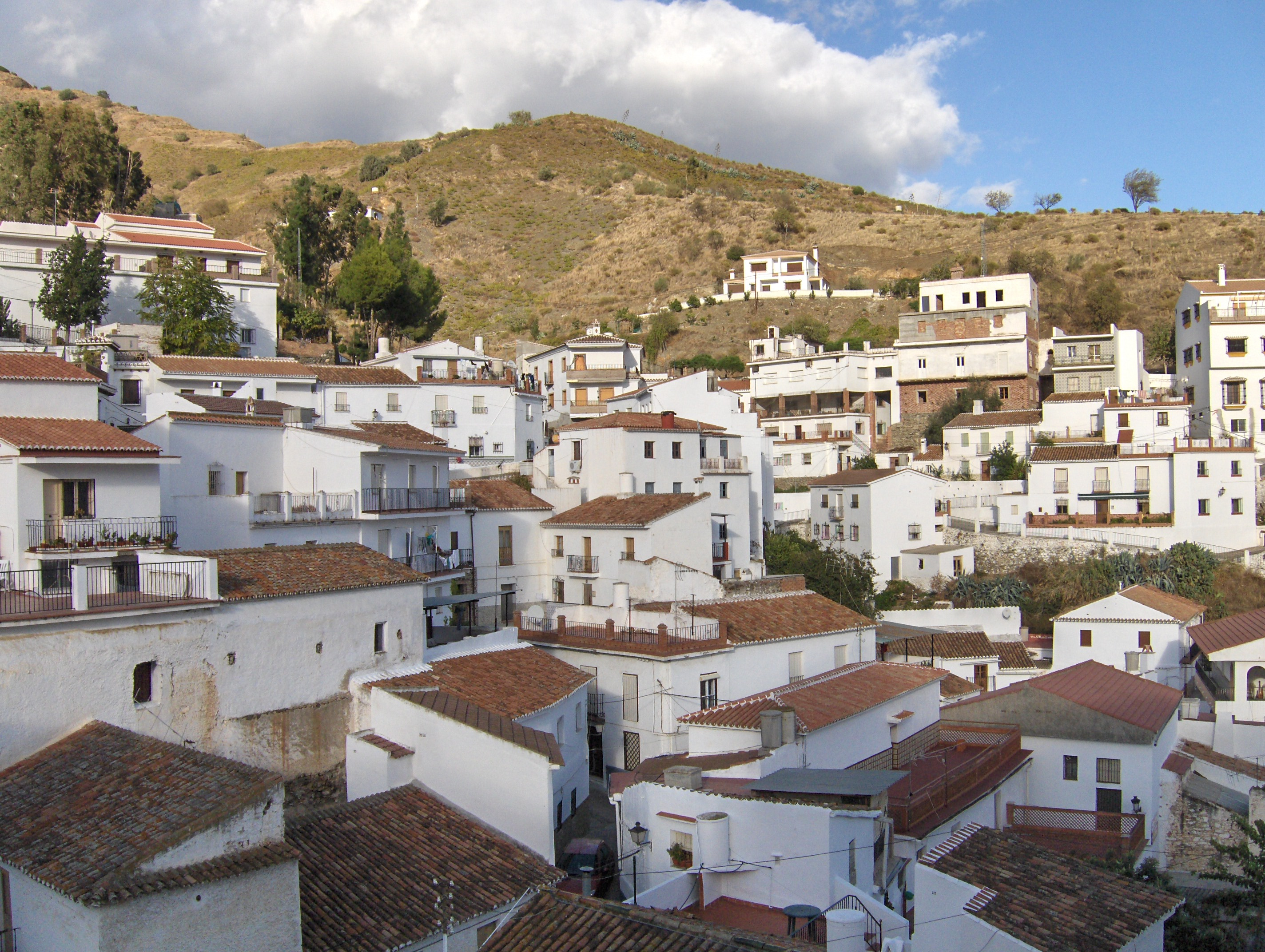
Ель-Борхе
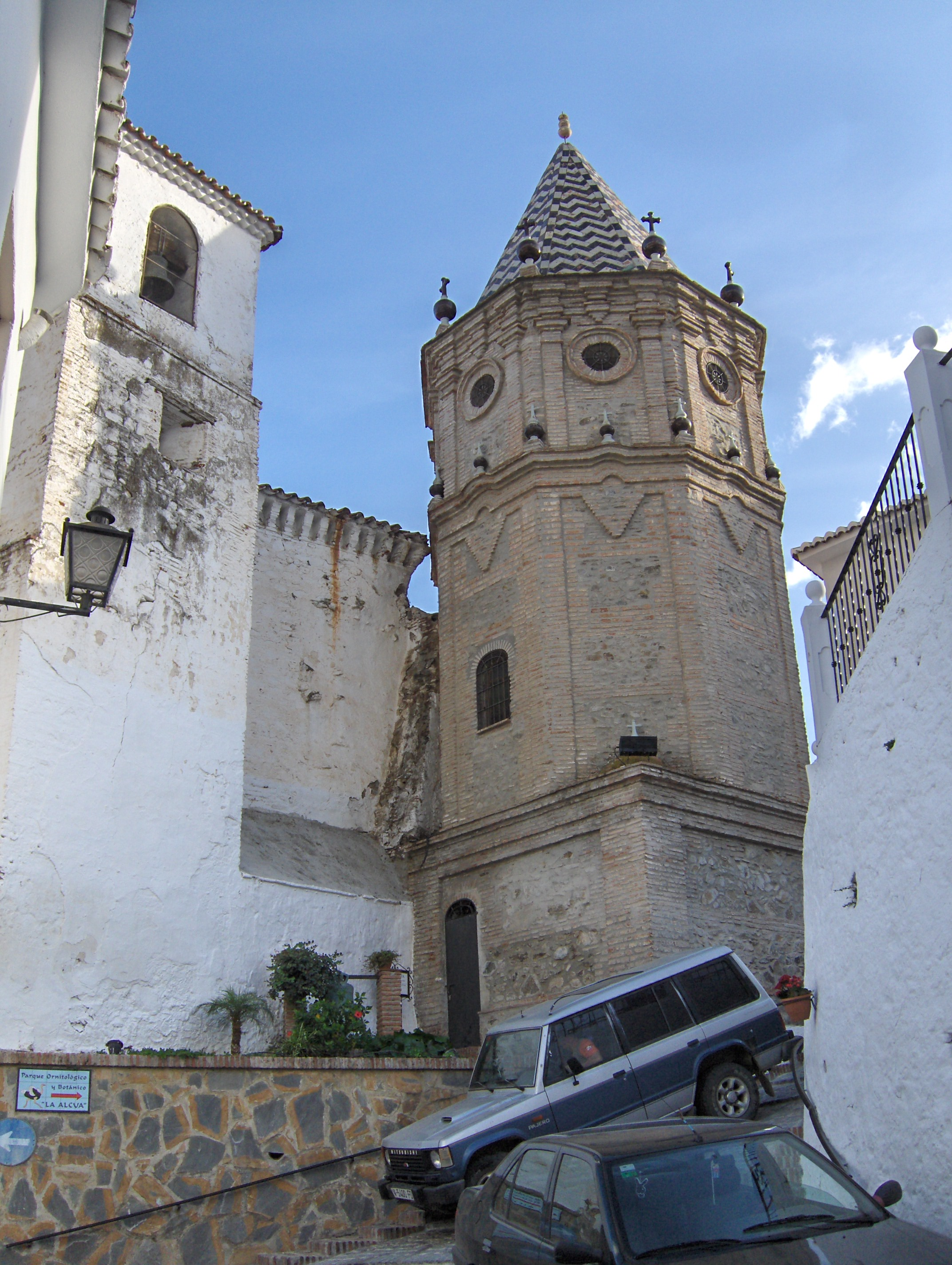
Церква Росаріо
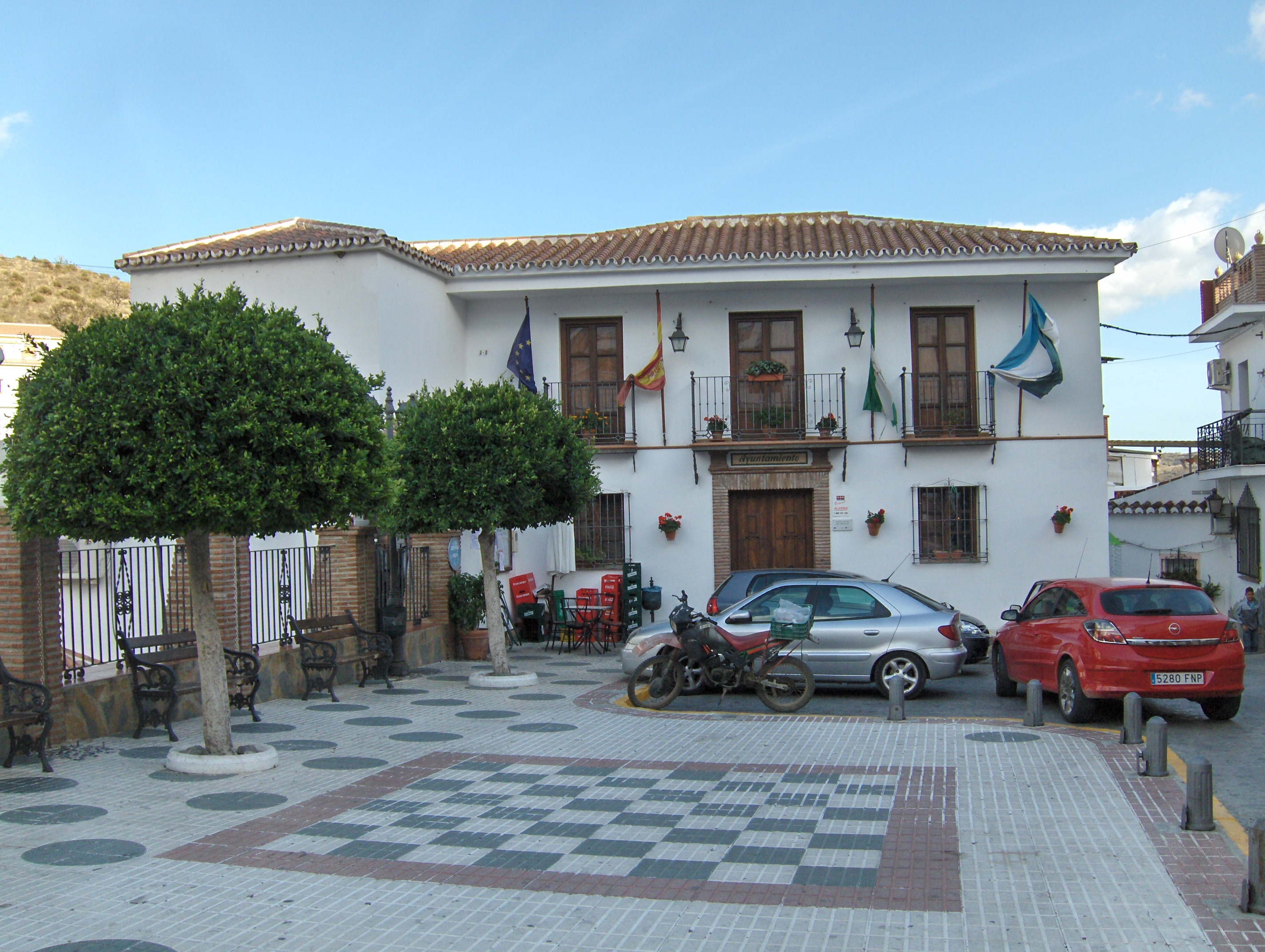
Муніципальна рада